# Орогенеза
Орогенеза (грчка реч за „формирање планина“) је процес настанка планина, и може се проучавати са аспекта геотектонике (структурне геологије), географије, као и са аспекта геохронологије, због тога што орогенеза ствара карактеристичне природне феномене повезане са тектонском активношћу, догађа се на тачно одређеним деловима Земљине коре и у неком временском периоду.
Орогенеза се дешава искључиво као резултат процеса тектонике плоча. Проблеми који су истраживани и решени помоћу студија о орогенези умногоме су допринели теорији тектонике плоча, заједно са проучавањима флоре и фауне, географским и проучавањима средњоокеанских гребена током 1950-их и 1960-их година. 
Физичке манифестације орогенезе су орогени појасеви, или орогени. Ороген је различит појам од планинског венца, због тога што ороген може бити потпуно еродован, а препознатљив само на основу проучавања стена које леже на трасама орогенезе. Орогени су обично дуги, танки делови стена, који истичу линеарну структуру, теране или блокове деформисаних стена, одвојених гравитационим раседима. Ови раседи носе релативно танке плоче (које се зову напе, и разликују се од литосферних плоча) стена, са маргина компресованог орогена у језгро. Они су блиско повезани са настанком набора и развојем метаморфизма. 
Надморска висина орогених планина повезана је са принципима изостазије, где гравитациона сила уравнотежава планинске венце на лакшим, континенталним плочама са гушћим материјалом у мантлу, помоћу њихове еластичности.
Ерозија се неминовно дешава, уклањајући велики део планина и излажући језгро или планинску основу (метаморфне стене које су до површи транспортоване са дубина од 10 километара). Овакво транспортовање може бити потпомогнуто изостатичким покретима који одржавају ороген који се ствара. Постоје подељена мишљења о томе који је опсег промене тектонских деформација изазван ерозијом. Стога, крајња форма величине орогених појасева је дугачак део кристаластих метаморфних стена, преко којих су местимично навучени млађи седименти и на тај начин загњурени у језгро орогена.

## Историја развоја теорије
Пре већег развоја геологије и теорија о геолошким процесима током 19. века, постојање планина код хришћана је објашњавано библијским Потопом, што је навело хришћанске писце да је Стварање било савршен процес. Оваква размишљања постојала су у 18. веку. 
Термин орогенеза први пут су употребили Аманц Гризли (1840. године) и Џул Труман (1854. године) да би описали процес формирања планинских врхова, док је сам процес орогенезе још увек носио назив формирање планина.
Ели д Бемон (1852. год.) објавио је провокативну теорију о орогенези. Међутим, она се бавила више висинама него структурама орогених појасева које настају као последица орогенезе. Његова теорија је, у суштини, тврдила да планине настају гурањем одређених блокова.
Едвард Зис (1875. године) је први уочио важност хоризонталних покрета стена. Теорију о геосинклиналама, коју је поставио Хал 1859. године, искористио је Дана (1873. године), да би у теорију о формирању планина додао концепт о компресији. Само можемо да нагађамо да ли је његова теорија о контракцији била у складу са теоријом о хлађењу Земље. 
Теорија о хлађењу Земље била је, све до 1960-их година, главна парадигма многим геолозима. Ову теорију, у контексту орогенезе, заговарали су подржаваоци теорије вертикалних покрета у кори, или конвекције унутар астеносфере или мантла.
Густав Штајман је, 1906. године, издвојио различите типове орогених појасева, укључујући и Алпски орогени тип, који су типски представниси флиша и моласа, офиолита, толеитских базалта и наборних структура типа напа.
Да би објаснио процес орогенезе, Леополд ван Бух је, 1855. године, да се орогенеза може сместити у одређено време испитивањем најмлађих деформисаних и најстаријих недеформисаних стена. То је принцип који се користи и данас, мада се у геохронолошким испитивањима користи и радиометријска метода датирања.
Х. Цварт је, 1967. године, уочио разлику у метаморфним особинама између орогених појасева и предложио три типа, које је модификовао В. Пичер 1979. године. Типови орогених појасева су следећи:
- Херцински тип (тип иза-острвског басена):
  - плитак метаморфизам са малим притисцима, танке метаморфне зоне;
  - интензитет метаморфизма зависи од повећања температуре;
  - богат гранитима и мигматитима;
  - ретки офиолити, ултрамафити привидно одсутни;
  - врло широк ороген, са малим и спорим издизањем;
  - ретке напа структуре.
- Алпски тип (тип океанског рова):
  - дубок метаморфизам, са високим притисцима и дебелим метаморфним зонама;
  - метаморфизам великог броја фација, зависи од снижења притиска;
  - ретки су гранити или мигматити;
  - не постоје офиолити са ултрамафитима;
  - релативно стрм ороген, са великим и брзим издизањем;
  - доминирају напа структуре.
- Кордиљерски (острвски) тип:
  - доминирају калкоалкалне магматске стене - андезити и гранитски батолити;
  - генерални недостатак мигматита, мали геотермални градијент;
  - недостатак офиолита и абисалних седиментних стена (црних глина, рожнаца)
  - метаморфизам ниских притисака, ограниченог издизања;
  - недостатак напа структура.

Развој теорије о тектоници плоча допринела је бољем сагледавању огромног значаја орогених појасева и њихових својстава. Теорија о хлађењу Земље (коју је предложио још Декарт) је превазиђена, а вертикални покрети тефротектонског типа објашњени су процесом изостазије.
Неке необичности и даље нису објашњене - када се једноставна колизија (сударање) литосферних плоча модификује у трансформну границу између литосферних плоча (као на Новом Зеланду), или када се орогенеза острвских лукова, на пример у Новој Гвинеји, дешава изван континената. Даље компликацеје, као што је протерозојска колизија два континентална орогена, које су раније биле необјашњиве, су објашњене након развоја сеизмике, која може решити проблеме дубоких структура орогених појасева. 

## Физиографија
Процес орогенезе може трајати и десетинама милиона година, и формирати планине од равница, или чак од морског дна. Орогенеза се може дешавати као последица колизије континената или вулканске активности. Понекад стенске формације, које обухвата процес орогенезе, бивају деформисане и изложене метаморфизму неколико пута. Током орогенезе, стене које се налазе у дубљим деловима Земљине коре, могу бити изнете на површ. Морско дно и приобални материјал могу покривати део или читаву орогену зону. Ако је орогенеза последица колизије два континента, планине које настају могу бити веома високе (Хималаји). 
Орогенезом се обично стварају дугачке линеарне структуре, познате као орогени појасеви. Генерално, орогени појасеви се састоје од дугачких паралелних каишева стена, сличних својстава дуж читавог појаса. Орогени појасеви су у вези са зонама субдукције, у којима се уништава кора, стварају вулкани и формирају острвски лукови. Овакви острвски лукови могу бити припојени континенту у току орогенезе.